# Pasquale Passarelli
Pasquale Passarelli, född den 14 mars 1957 i Gambatesa, Italien, är en västtysk brottare som tog OS-guld i bantamviktsbrottning i den grekisk-romerska klassen 1984 i Los Angeles. 